# Kościół św. Katarzyny w Uhrynowie
Kościół św. Katarzyny w Uhrynowie – rzymskokatolicki kościół parafialny, zbudowany w latach 1767–1779 w Uhrynowie, zamknięty w r. 1951, obecnie pozostaje w stanie ruiny.

## Historia
Data erekcji parafii w Uhrynowie nie jest znana, najczęściej jest określana jako 3. ćwierć XV wieku. Wzmiankowana była w r. 1468, a fundatorem i kolatorem pozostawał ówczesny właściciel miejscowości Jan z Uhrynowa. Pierwotnie należała do diecezji chełmskiej, po I rozbiorze Rzeczypospolitej w r. 1782 trafiła na krótki okres do diecezji przemyskiej, a od r. 1787 do końca swojego istnienia była częścią archidiecezji lwowskiej.
Wraz z powstaniem parafii zbudowano pierwszy, drewniany kościół w Uhrynowie, już wówczas poświęcony św. Katarzynie. Uległa ona spaleniu i odnowieniu w 1 poł. XVI wieku z funduszy wojskiego buskiego Piotra Gołdacza. Była to budowla drewniana. Niestety, w 2. poł. XVI wieku kościół został zamieniony na zbór protestancki (prawdopodobnie ariański), a po odzyskaniu przez katolików ponownie konsekrowana. Napad Kozaków i Tatarów na Uhrynów w r. 1648 najpewniej przyczynił się do złego stanu świątyni, która w źródłach z 1672 roku została określona jako nienadająca się już do naprawy i potrzebująca zastąpienia nowym budynkiem.
Przed 1713 rokiem nowy, również drewniany kościół na miejscu starego wzniósł chorąży ziemi bełskiej Stanisław Drużbic, który został odnowiony w r. 1714. Obok kościoła wzniesiono drewniana dzwonnicę. W połowie XVIII wieku kościół wymagał remontu, a ściany lekko się pochyliły. W r. 1763 określono go w dokumentach jako „walący się”. Nową, murowaną świątynię rozpoczęto budować dopiero w r. 1767, przy wsparciu finansowym ówczesnego właściciela Uhrynowa wojewody kijowskiego Franciszka Salezego Potockiego. W 1772 roku prezbiterium było prawie ukończone, a ściany nawy zbudowane do wysokości okien, budowę ostatecznie ukończono, a wnętrze wyposażono do r. 1779, kiedy została konsekrowana.  W r. 1772 zbudowano także nową, drewnianą plebanię. We wnętrzu znajdowały się trzy ołtarze, z czego główny był murowany i stanowił część podziałów prezbiterium. Dwa boczne były drewniane. Zostały one wymienione na nowe w r. 1902, wykonano także nową ambonę w r. 1904.
W trakcie I wojny światowej kościół zasadniczo nie ucierpiał. Austriacy zarekwirowali jedynie 135 kilogramowy dzwon. Wojska bolszewickie w r. 1920 zrabowały złoconą patenę na kielich.
Znaczące zniszczenia zostały dokonane podczas II wojny światowej, kiedy pocisk uszkodził zakrystię. Pomiędzy majem 1945 a lipcem 1946 kościół został ograbiony, a plebania rozebrana. Pomimo zniszczeń najprawdopodobniej w r. 1948 kościół z powrotem funkcjonował, naprawiono fisharmonię, a w r. 1950 pokryto dachem zakrystię, zakupiono nowe paramenty liturgiczne i szopkę z kompletem figurek. W r. 1951 prace w kościele objęły malowanie wnętrza. 
Po korekcie granic w połowie 1951 roku kościół został zamknięty, a miejscowi Polacy wysiedleni. Świątynię zaadaptowano kolejno na magazyn ziarna, cukrów, włókien lnianych, a następnie chemikaliów rolniczych. Od r. 1990 budowla jest opuszczona, pozbawiona funkcji i niszczeje w szybkim tempie. Obecnie pozostaje w stanie daleko posuniętej ruiny.

## Architektura

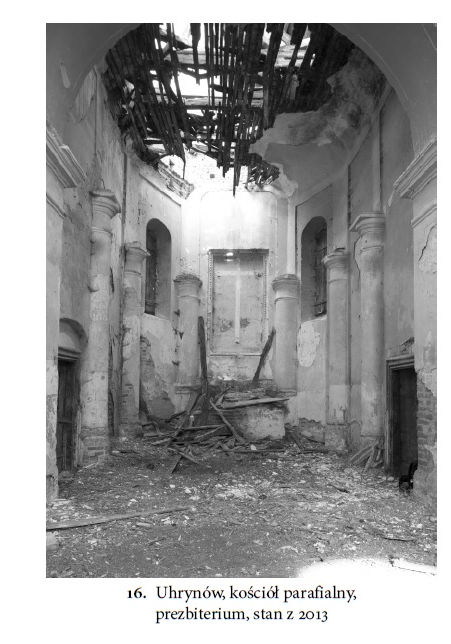
Wnętrze, stan z 2013 r.

Kościół znajduje się w centrum wsi, przy skrzyżowaniu głównych dróg. Jest to budowla orientowana, murowana z cegły, tynkowana, na rzucie prostokąta z trójprzęsłową nawą i jednoprzęsłowym prezbiterium zamkniętym trójbocznie od wewnątrz i półkoliście na zewnątrz. Po bokach domurowane są aneksy skarbca i zakrystii. Podziały wnętrza obejmują pilastry toskańskie, dźwigające belkowanie. W prezbiterium ołtarz główny uformowany z dwóch z sześciu półkolumn znajdujących się w prezbiterium. Stropy w całej świątyni trzcinowe, tynkowane.
Fasada jednokondygnacyjna, z wklęsło-wypukłym zwieńczeniem, poprzedzona jest kwadratową w rzucie kruchtą. Podziały fasady i elewacji bocznych za pomocą pilastrów.
Szeroka i masywna kruchta jest pozostałością po planowanej w r. 1772, ale ostatecznie niezrealizowanej wieży mającej być przymurowaną do fasady kościoła. Zaś sama forma kościoła prezentuje typowe dla 3. i 4. ćwierci XVIII wieku proste rozwiązania architektoniczne. Najciekawszym elementem, była kulisowa, iluzjonistyczne zaprojektowana aranżacja ołtarza głównego, która miała sprawiać wrażenie większej przestrzeni, niż w rzeczywistości była. Według źródeł większość XVI- i XVIII-wiecznych paramentów liturgicznych oparła się kontrybucjom austriackim i przetrwała w kościele uhrynowskim aż do wybuchu II wojny światowej. 